# Ian Carmichael
Pour les articles homonymes, voir Carmichael.
Ian Gillett Carmichael, (18 juin 1920 – 5 février 2010) est un acteur britannique qui travaille de manière prolifique sur scène, à l'écran et à la radio au cours d'une carrière de 70 ans. Il se fait connaître dans les films des frères Boulting, notamment Private's Progress (1956) et I'm All Right Jack (1959). Dans les années 1960, il incarne Bertie Wooster aux côtés de Jeeves de Dennis Price dans The World of Wooster (1965-67). À partir des années 1970, il incarne le gentleman détective de Dorothy L. Sayers, Lord Peter Wimsey, à la télévision et à la radio. Dans sa carrière ultérieure, il joue dans le drame médical ITV The Royal en tant que TJ Middleditch, un rôle qu'il a joué à l'origine dans l'émission Heartbeat.

## Jeunesse
Carmichael est né à Kingston upon Hull, dans le Yorkshire de l'Est. Fils d'un opticien, il fait ses études au Scarborough College dans le North Yorkshire et à la Bromsgrove School dans le Worcestershire avant de suivre une formation d'acteur au Royal Academy of Dramatic Art. Il fait ses débuts sur scène en tant que robot au People's Palace à Mile End, East London en 1939.
Avec le déclenchement de la Seconde Guerre mondiale, sa carrière d'acteur est interrompue par son service dans le Royal Armoured Corps en tant qu'officier dans le 22nd Dragoons. Il sert dans la campagne de Normandie, perd le bout d'un doigt dans un accident avec la trappe de la tourelle d'un char Valentine, et atteint le grade de major avant de retourner à la vie civile en 1947.

## Carrière
Avant la guerre, Carmichael quitte son entreprise familiale à Hull pour fréquenter la Royal Academy of Dramatic Art et chanter dans des concours de talent au Hammersmith Palais de Danse. Dans les années qui suivent sa démobilisation de l'armée britannique en 1947, Carmichael travaille principalement sur scène. En 1949, il tourne pendant sept mois dans The Lilac Domino, dans lequel il joue la moitié d'un double acte comique avec Leo Franklyn. Il joue le rôle d'Otto Bergmann dans une reprise West End de Wild Violets, puis apparaite dans plusieurs revues. L'une commence au Lyric, Hammersmith, en 1951, puis passe dans le West End sous le nom de The Globe Revue de 1952, et plus tard cette année-là, Carmichael est la star de la chanson et de la danse de High Spirits au Hippodrome Theatre.
Après des rôles mineurs au cinéma, Carmichael joue des personnages sérieux à l'écran dans Betrayed (1954), avec Clark Gable et Lana Turner, et dans The Colditz Story (1955). Il a cependant plus de succès, jouant dans une série de films comiques pour les frères Boulting, notamment Private's Progress (1956), Brothers in Law (1957) et I'm All Right Jack (1959). Il apparait dans des films similaires pour d'autres producteurs, dont School for Scoundrels (1960) et dans le segment "Pride" de The Magnificent Seven Deadly Sins (1971).
Au cours des années 1960 et 1970, il travaille à la télévision, notamment dans la sitcom Bachelor Father, basée sur l'histoire d'un vrai célibataire qui prend en charge plusieurs enfants adoptifs. Pour la BBC, il est Bertie Wooster, face à Dennis Price dans le rôle de Jeeves, dans plusieurs séries de The World of Wooster, basées sur les travaux de Pelham Grenville Wodehouse. Plus tard, il passe à la radio BBC sous le nom de Galahad Threepwood, une autre création de Wodehouse. Dans les années 1970 et 1980, il incarne Lord Peter Wimsey dans plusieurs séries radiophoniques et télévisées basées sur les romans policiers de Dorothy L. Sayers.
Carmichael continue à jouer jusqu'à peu de temps avant sa mort. En 1999, il apparait dans la série BBC Wives and Daughters. Dans la série ITV Heartbeat et son spin-off The Royal, il joue le secrétaire de l'hôpital TJ Middleditch (2003–07 et 2009). Il passe également beaucoup de temps à enregistrer des livres audio : Three Men in a Boat et Three Men on the Bummel de Jerome K. Jerome, et la plupart des livres de Lord Peter Wimsey de Dorothy L. Sayers.
Il est nommé OBE dans la liste des honneurs de l'anniversaire de la reine 2003. Il est commémoré par une plaque verte sur The Avenues, Kingston upon Hull.

## Vie privée
Carmichael est un passionné du cricket depuis toujours. Il est membre du Marylebone Cricket Club et président des Lord's Taverners en 1970.
Carmichael se marie deux fois. Au début de la guerre, il rencontre Jean Pyman (Pym) McLean lors d'un bal alors qu'il est en poste à Whitby. Ils se marient en 1943 et le restent jusqu'à sa mort d'un cancer en 1983 (ils ont deux filles, Lee et Sally). Neuf ans plus tard, il épouse la romancière Kate Fenton en 1992 et ils restent mariés jusqu'à sa mort en 2010.
Ian Carmichael est décédé de causes naturelles à l'âge de 89 ans, à son domicile de Grosmont, dans le North York Moors, le 5 février 2010. Son autobiographie, Will the Real Ian Carmichael... est publiée en 1979 .